# Michael Efler

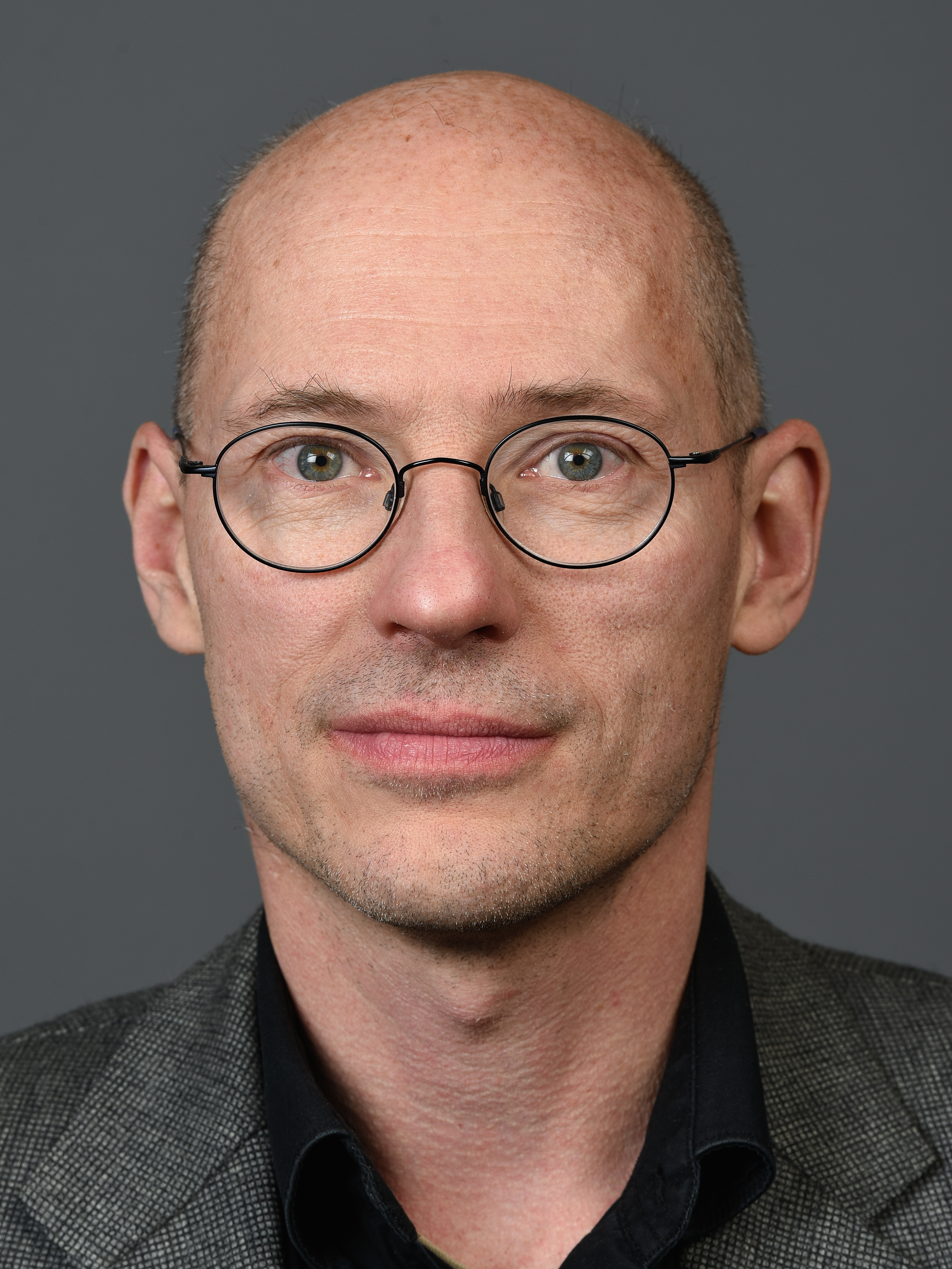
Michael Efler, 2017

Michael Efler (* 3. Januar 1970 in Bassum) ist ein deutscher Politiker (Die Linke). Er war von 2016 bis 2021 und ist seit 2025 erneut Abgeordneter im Abgeordnetenhaus von Berlin.

## Leben

### Ausbildung
Nach dem Realschulabschluss absolvierte Michael Efler eine Ausbildung zum Verwaltungsfachangestellten. An der Hamburger Hochschule für Wirtschaft und Politik studierte er Volkswirtschaft und Sozialökonomie und promovierte an der Universität Hamburg 2005 mit einer Arbeit über internationale Investitionsverträge.

### Politik
Efler gehörte von 1993 bis 1999 Bündnis 90/Die Grünen an und ist seit 1997 für den Verein Mehr Demokratie tätig, zuerst im Landesverband Hamburg, ab 2001 in Berlin. In Hamburg war er an der Organisation eines Volksentscheids zur Senkung der Hürden für Volksentscheide beteiligt.
Aus Protest gegen die Zustimmung zu Kriegseinsätzen verließ er Bündnis 90/Die Grünen und trat 2005 in die Partei Die Linke ein. Von 2009 bis 2016 bekleidete er bei Mehr Demokratie das Amt des Bundesvorstandssprechers. Er engagierte sich unter anderem auch bei Einführung der Europäischen Bürgerinitiative (EBI) im zweiten EU-Konvent („Verfassungskonvent“, 2002/2003), beim Berliner Energietisch, bei „Stop TTIP“-Protesten und gleichnamiger EBI, die nach ihrer Nichtgenehmigung durch die EU-Kommission zu einer „selbstorganisierten EBI“ wurde.
Bei der Wahl zum Abgeordnetenhaus von Berlin 2016 erhielt er ein Mandat über die Landesliste der Partei Die Linke. Er war in der Linksfraktion Sprecher für Energie- und Klimapolitik, demokratiepolitischer Sprecher und Sprecher für Tierschutz. Bei der Abgeordnetenhauswahl 2021 und der Wiederholungswahl 2023 verfehlte er den Wiedereinzug ins Abgeordnetenhaus. Am 9. Mai 2025 rückte er für Katalin Gennburg erneut ins Abgeordnetenhaus nach und fungiert dort als Sprecher für Klimaschutz und Stadtentwicklung seiner Fraktion.
Efler ist Co-Geschäftsführer des Vereins Bürgerbegehren Klimaschutz.
Efler lebt seit 2001 mit seiner Lebensgefährtin und gemeinsamen Kind in Berlin.